# اچ‌ام‌اس اورفئوس (۱۷۸۰)
اچ‌ام‌اس اورفئوس (۱۷۸۰) (به انگلیسی: HMS Orpheus (1780)) یک کشتی بود که طول آن ۱۲۶ فوت ۴ اینچ (۳۸٫۵ متر) بود. این کشتی در سال ۱۷۸۰ ساخته شد.